# Lithobius aostanus
Lithobius aostanus är en mångfotingart som beskrevs av Karl Wilhelm Verhoeff 1934. Lithobius aostanus ingår i släktet Lithobius och familjen stenkrypare.
Artens utbredningsområde är Italien. Inga underarter finns listade i Catalogue of Life.